# Luis Alberto Caicedo
Luis Alberto Caicedo Mosquera (Apartadó, Caldas, Colombia, 18 de mayo de 1996) es un futbolista colombiano. Juega como mediocampista y su equipo actual es el Houston Dynamo de la Major League Soccer.

## Clubes
| Club                     | País           | Año           |
| ------------------------ | -------------- | ------------- |
| Sporting de Portugal "B" | Portugal       | 2015          |
| Cortuluá                 | Colombia       | 2015-2018     |
| New England Revolution   | Estados Unidos | 2018-2021     |
| Cortuluá                 | Colombia       | 2022          |
| Houston Dynamo           | Estados Unidos | 2022-presente |

## Estadísticas
| Club                                  | Div                 | Temporada           | Liga  | Liga  | Copa Nacional | Copa Nacional | Copa Internacional | Copa Internacional | Total | Total |
| Club                                  | Div                 | Temporada           | Part. | Goles | Part.         | Goles         | Part.              | Goles              | Part. | Goles |
| ------------------------------------- | ------------------- | ------------------- | ----- | ----- | ------------- | ------------- | ------------------ | ------------------ | ----- | ----- |
| Sporting de Portugal "B" Portugal     | 2ª                  | 2015                | 1     | 0     | 0             | 0             | -                  | -                  | 1     | 0     |
| Sporting de Portugal "B" Portugal     | Total               | Total               | 1     | 0     | 0             | 0             | 0                  | 0                  | 1     | 0     |
| Cortulua · Colombia                   | 1ª                  | 2015                | 1     | 0     | 0             | 0             | -                  | -                  | 1     | 0     |
| Cortulua · Colombia                   | 1ª                  | 2016                | 35    | 1     | 2             | 0             | -                  | -                  | 37    | 1     |
| Cortulua · Colombia                   | 1ª                  | 2017                | 31    | 1     | 1             | 0             | -                  | -                  | 32    | 1     |
| Cortulua · Colombia                   | 1ª                  | 2018                | 3     | 0     | 0             | 0             | -                  | -                  | 3     | 0     |
| Cortulua · Colombia                   | Total               | Total               | 70    | 2     | 3             | 0             | 0                  | 0                  | 73    | 2     |
| New England Revolution Estados Unidos | 1ª                  | 2018                | 30    | 1     | 0             | 0             | -                  | -                  | 30    | 1     |
| New England Revolution Estados Unidos | 1ª                  | 2019                | 21    | 0     | 1             | 0             | -                  | -                  | 32    | 0     |
| New England Revolution Estados Unidos | Total               | Total               | 61    | 1     | 5             | 1             | 0                  | 0                  | 62    | 1     |
| Total en su carrera                   | Total en su carrera | Total en su carrera | 132   | 3     | 4             | 0             | 0                  | 0                  | 136   | 3     |

## Palmarés

### Títulos nacionales
| Título                   | Club                   | País           | Año  |
| ------------------------ | ---------------------- | -------------- | ---- |
| MLS Supporters' Shield   | New England Revolution | Estados Unidos | 2021 |
| Lamar Hunt U.S. Open Cup | Houston Dynamo FC      | Estados Unidos | 2023 |